# Tenture des Chasses du roi François
La tenture des Chasses du roi François du château de Chambord est une série de tapisseries exécutées par la Manufacture des Gobelins vers 1610-1618, sans doute sur des cartons du peintre Laurent Guyot. 
Elles font l'objet d'un classement à titre objet des Monuments Historiques,. Il s'agit de l'un des tissages de la tenture dite « des Chasses du roi François », élaborée dans les années 1610 puis mise plusieurs fois sur le métier jusque dans les années 1630 dans les ateliers parisiens du faubourg Saint-Marcel. 
Deux séries de cette tentures sont aujourd'hui conservées au château de Chambord (l'une en six pièces, provenant de la collection Gaston Menier, la seconde en huit pièces a été acquise en 1938 de la collection du comte de La Forest-Divonne). D'autres pièces isolées sont conservées dans des collections publiques et privées (une pièce de la Chasse au héron, 1ère vue, est conservée à la Residenz de Munich ; une Arrivée du roi en campagne est conservée au château de Bourdeilles).

## Pièces des deux séries conservées à Chambord
- chasse au canard à l'affut : conservée au château de Chambord, classée depuis le 16 septembre 2005[3].
- chien rapportant un canard : conservée au château de Chambord, classée depuis le 16 septembre 2005[4].
- valet rapportant un héron : conservée au château de Chambord, classée depuis le 16 septembre 2005[5].
- fauconniers en forêt : conservée au château de Chambord, classée depuis le 16 septembre 2005[6].
- retour de chasse à tir et chasse au traîneau : conservée au château de Chambord, classée depuis le 16 septembre 2005[7].
- rappel des faucons : conservée au château de Chambord, classée depuis le 16 septembre 2005[8]. Également conservée au Château-Musée de Gien, Chasse, histoire et nature en Val-de-Loire.
- le départ pour la châsse : conservée au château de Bourdeilles, classée depuis le 21 janvier 1974[9].
- la chasse au filet : conservée au château de Chambord, classée depuis le 21 octobre 1947[10].
- la chasse au grand duc : conservée au château de Chambord, classée depuis le 21 octobre 1947[11].
- le vol de la pie au faucon : conservée au château de Chambord, classée depuis le 21 octobre 1947[12].
- le départ pour la chasse, avec le roi à cheval : conservée au château de Chambord, classée depuis le 21 octobre 1947[13].
- le départ pour la chasse, avec le roi à pied : conservée au château de Chambord, classée depuis le 21 octobre 1947[14].
- un valet portant un héron et un canard : conservée au château de Chambord, classée depuis le 21 octobre 1947[15].
- la chasse des petits oiseaux au filet : conservée au château de Chambord, classée depuis le 21 octobre 1947[16].
- la chasse au canard : conservée au château de Chambord, classée depuis le 21 octobre 1947[17].

### Sources
- État général des tapisseries de la Manufacture des Gobelins depuis son origine jusqu'à nos jours, 1600-1900, Volume 1,Partie 2, 1923.